# Sitra achra
Sitra achra (hebr. סיתרא אחרא „druga strona”; używa się też określenia „lewa strona”) – w judaizmie, zwłaszcza w mistycznych jego prądach,  ogół sił przeciwstawnych Bogu i będących przeszkodą na drodze zbawienia człowieka. Jej powstanie wedle Izaaka Lurii jest efektem cimcum. Jej źródła można upatrywać również na innym etapie procesu kosmicznego poprzedzającego stworzenie, to jest w katastrofie „rozbicia naczyń” – szwirat ha-kelim. Zgodnie z tą tradycją zło to skorupy naczyń (klipot), w których mieściło się boskie światło. Władcami drugiej strony są Samael i Lilith. Nie ma ona samoistnej mocy sprawczej. Działa jedynie dzięki uwięzionym w sobie iskrom boskiego światła – Szechinie. Kiedy w procesie mesjańskim tikkun nastąpi uwolnienie tych iskier sitra achra przestanie istnieć, lub, wedle niektórych, przemieni się w świętość. W dojrzałym mistycyzmie żydowskim pojawienie się zła jest wiązane z odłączeniem pierwiastka (sefiry) Din – surowego sądu – od Chesed – miłości.